# Рааква (нулк)
Ра́аква (эст. Raakva nulk) — один из 12 нулков Сетумаа.

## География
Расположен на территории волости Сетомаа уезда Вырумаа, Эстония.

## История
Исторически нулк расположен в бывшей Печорской волости Печорского уезда Эстонии, ранее — Печорской волости Псковского уезда, и в XVI веке представлял собой группу селений Тайловской губы Великолуцкой провинции.
На шведских картах 1681–1684 годов обозначена Raatwakÿlla, в письменных источниках 1875 года упоминается Dorf Raakwa (деревня), 1903 года — Raakwa kolk, Раковa бора, 1904 года — Raakva nulk.

## Населённые пункты
К нулку Рааква относятся:
- официальные эстонские деревни Ваартси (русское название — Масло́во[3]), Ведерника (Тани́щево), Воропи (Воробье́во), Койдула, Матсури (Белохво́стово) и Сяпина (Выморково);
- неофициальные (бывшие) эстонские деревни Ва́ммусты (эст. Vammustõ, Поддубье — часть деревни Матсури), Паадова (эст. Paadova, Юпатово — часть деревни Сяпина), По́рски (эст. Porski, Пластырьково) и Хе́лби (эст. Helbi, Хельбики, Хельбиково — часть деревни Сяпина).

Деревню Сяпина иногда также относят к нулку Тсятски.
Исторически и культурно к нулку Рааква, как некий центр, можно также отнести город Печоры.

## Число жителей

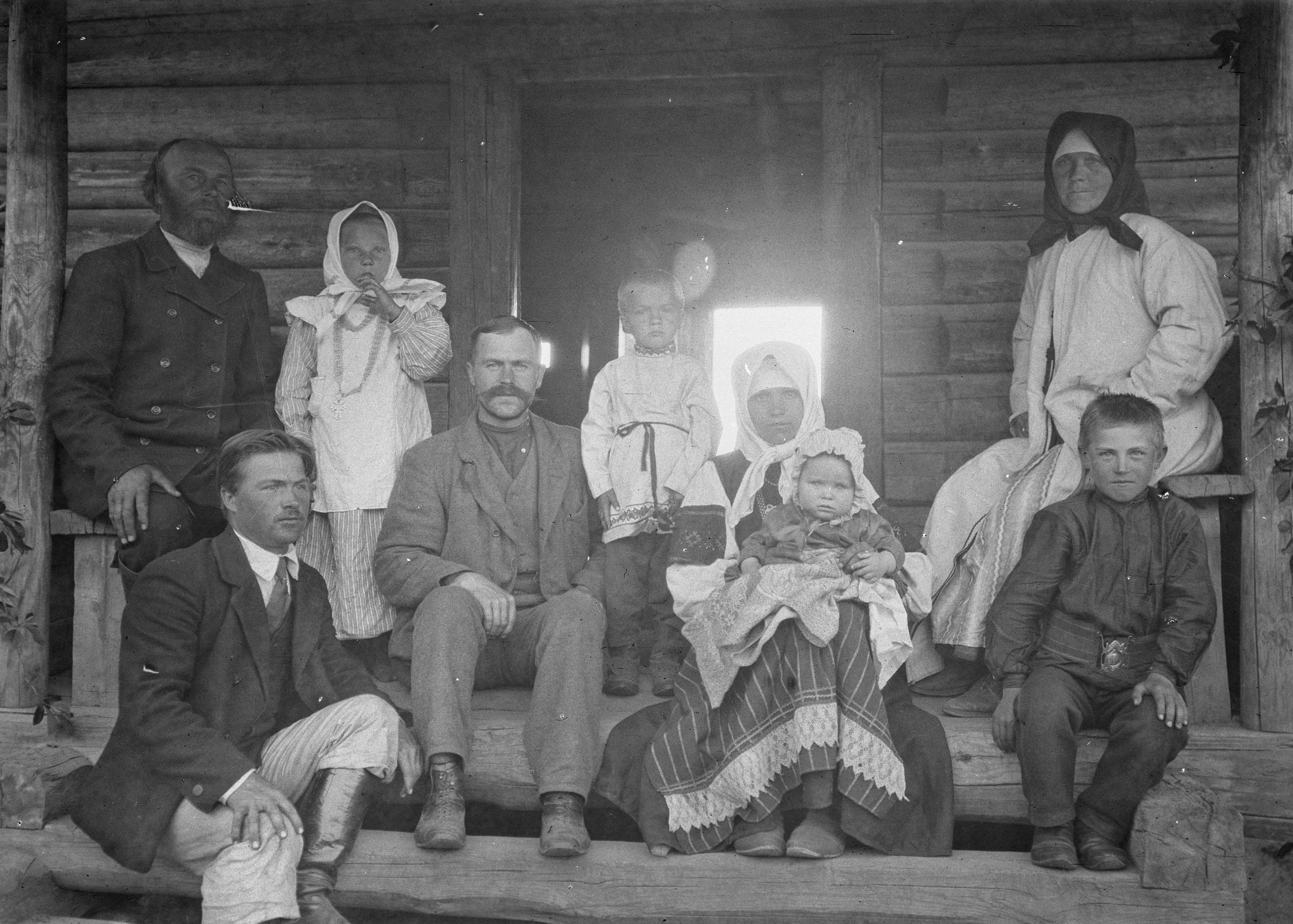
Семья сету на ступеньках своего дома.
Деревня Ведерника, 1912 год

Число жителей деревень нулка Рааква по данным переписи населения 2000 года, переписи населения 2011 года и по данным волостной управы Сетомаа по состоянию на 7 сентября 2021 года:
| Деревня   | 31.03.2000 | 31.12.2011 | 07.09.2021 |
| --------- | ---------- | ---------- | ---------- |
| Ваартси   | 8          | 4          | 5          |
| Ведерника | 18         | 5          | 12         |
| Воропи    | 5          | 10         | 8          |
| Койдула   | 9          | 0          | 0          |
| Матсури   | 44         | 24         | 68         |
| Сяпина    | 22         | 14         | 19         |
| ВСЕГО     | 106        | 57         | 112        |

## Происхождение топонима
Самый старый топоним (Raatva) может представлять собой слитное написание raat + va. Начальная часть может происходить от эстонского слова ′raatmaa′ («участок земли, освобождённый от леса») или выруского слова ′raatanu′ («гнойный», «мутный»).
Более поздний топоним (Raakva) может происходить от эстонского слова ′raag′ («ива», «сухая ветка»). Его можно сопоставить с названиями деревни Раково в Печорском районе России.
В случае русского происхождения топонима можно привести слова «рать» («оборона, сражение, война»), «ратовать» (спасать, защищать, помогать в беде) или «ратка» («чухонская таратайка, тележка»). Название также может происходить от фамилии Раков.
По мнению языковеда Тартуского университета Анжелики Штейнгольде, топоним имеет исключительно финно-угорское происхождение, а его окончание (-va) означает «вода».